# Solenopsis moesta
Solenopsis moesta es una especie extinta de hormiga del género Solenopsis, subfamilia Myrmicinae.

## Distribución
Esta especie se encontraba en Francia.